# Harbacher Sägmühle
Die Harbacher Sägmühle ist eine abgegangene Sägemühle bei Harbach, einem Ortsteil der Stadt Murrhardt im baden-württembergischen Rems-Murr-Kreis. Von der ehemaligen Siedlung sind keine Überreste vorhanden.

## Lage
Die Sägemühle befand sich etwa 400 Meter nördlich von Harbach an dem gleichnamigen Bach gelegen. Der Flurname lautet Mühlwiesen.

## Geschichte
Über die Geschichte der Mühle ist nicht viel bekannt. Während der ersten Württembergischen Landesvermessung (1831) waren die Mühle und der Mühlkanal bereits vorhanden. Der Kanal hatte eine Länge von etwa 70 Metern. Die Mühle war in der Hand einer Eigentümergemeinschaft. Genannt sind Johann Mauser, der Bauer Georg L. Weller, Georg F. Wahl, Gottlieb Plapp, Johann Georg Holzwarth, Gottlieb Eisemann und Christian Gogel. Im Jahre 1903 war die Sägemühle noch vorhanden; in der Zeit des Mühlensterbens wurden die Gebäude abgebrochen, der Kanal zugeschüttet.